# Chrysotus dividuus
Chrysotus dividuus är en tvåvingeart som beskrevs av Van Duzee 1924. Chrysotus dividuus ingår i släktet Chrysotus och familjen styltflugor. Inga underarter finns listade i Catalogue of Life.